# Lophelia
Lophelia es un género de coral de agua fría de la familia Caryophylliidae.

## Especies
El Registro Mundial de Especies Marinas acepta tan sólo una especie válida:
- Lophelia pertusa. (Linnaeus, 1758)
- Lophelia prolifera. (Pallas, 1766) aceptada como Lophelia pertusa
- Lophelia californica. Durham, 1947 aceptada como Lophelia pertusa